# رافائيل أوسونا
رافائيل أوسونا (بالإسبانية: Rafael Osuna)‏ مواليد 15 سبتمبر 1938 في مدينة مكسيكو - الوفاة 4 يونيو 1969 في المكسيك، كان لاعب كرة مضرب مكسيكي بدأ مسيرته كمحترف سنة 1958 وكان يلعب باليد اليمنى، اعتزل اللعب في يونيو 4, 1969. كما أنه أحد أبطال الجراند سلام. أعلى تصنيف له في الفردي كان المركز الـ 1 في سنة 1963. سبق أن شارك في دورة الألعاب الأولمبية الصيفية.

## بطولات حققها
- بطولة ويمبلدون
- بطولة أمريكا المفتوحة للتنس

## النهائيات

### الفردي (الألقاب 1)
| الحصيلة | السنة | البطولة                     | المنافس في النهائي | النتيجة في النهائي |
| ------- | ----- | --------------------------- | ------------------ | ------------------ |
| الفوز   | 1963  | بطولة أمريكا المفتوحة للتنس | فرانك فروهلينغ     | 7–5, 6–4, 6–2      |

### الزوجي (الألقاب 3, الوصافة 2)
| الحصيلة | السنة | البطولة                     | الشريك          | المنافس في النهائي          | النتيجة في النهائي        |
| ------- | ----- | --------------------------- | --------------- | --------------------------- | ------------------------- |
| الفوز   | 1960  | ويمبلدون                    | دينيس رالستون   | مايك ديفيز بوبي ويلسون      | 7–5, 6–3, 10–8            |
| الوصافة | 1961  | بطولة أمريكا المفتوحة للتنس | بالفوكس أنطونيو | تشاك ماكينلي دينيس رالستون  | 3–6, 4–6, 6–2, 11–13      |
| الفوز   | 1962  | بطولة أمريكا المفتوحة للتنس | بالفوكس أنطونيو | تشاك ماكينلي دينيس رالستون  | 6–4, 10–12, 1–6, 9–7, 6–3 |
| الفوز   | 1963  | ويمبلدون                    | بالفوكس أنطونيو | جان كلود باركلي بيير دارمون | 4–6, 6–2, 6–2, 6–2        |
| الوصافة | 1963  | بطولة أمريكا المفتوحة للتنس | بالفوكس أنطونيو | تشاك ماكينلي دينيس رالستون  | 7–9, 6–4, 7–5, 3–6, 9–11  |

## روابط خارجية
- رافائيل أوسونا على موقع رابطة محترفي التنس (الإنجليزية)
- رافائيل أوسونا على موقع الاتحاد الدولي لكرة المضرب (الإنجليزية)
- رافائيل أوسونا على موقع كأس ديفيز (الإنجليزية)
- رافائيل أوسونا على موقع قاعة مشاهير كرة المضرب الدولية (الإنجليزية)
- رافائيل أوسونا على موقع بطولة ويمبلدون (الإنجليزية)
- رافائيل أوسونا على موقع خلاصة التنس.كوم (الإنجليزية)
- رافائيل أوسونا على موقع أوليمبيديا (الإنجليزية)